# 野村長平
野村 長平（のむら ちょうへい、宝暦12年（1762年、1761年とも） - 文政4年（1821年））は、江戸時代の土佐国岸本浦（現在の高知県香南市香我美町岸本）の船乗り（水主）。船の難破による鳥島での無人島生活を経て、故郷に帰還した。無人島長平と通称された。

## 鳥島への漂流と無人島生活
天明5年（1785年）1月30日、土佐藩赤岡村（現在の高知県香南市赤岡町）から田野（現在の高知県安芸郡田野町）へ300石船（松屋儀七所有、長平が船頭）で御蔵米を運搬した帰路に、船は土佐沖で嵐（冬の大西風、シラ）に遭遇し、舵・帆柱を失って漂船となった。漂船は室戸岬を越えて黒潮に乗ったと推定され、12日後に当時無人島であった伊豆諸島の鳥島に漂着した。
漂着時には長平以外に3名の乗組員がいたが、漂着後2年以内に相次いで死亡し、以後長平は無人島での単独生活を強いられる。鳥島での主な食物はアホウドリの肉と卵、それに少量の海産物であり、後述する大阪船の漂流者と合流する以前は火打石を持たなかったため、それらを生で食した。またアホウドリの肉を乾燥して保存し、これをアホウドリの不在期間（春の巣立ちから秋の営巣まで）の主な栄養源とした。水は雨水を水源とし、これを多数のアホウドリの卵殻などに蓄えた。長平は一日に飲む水の量をアホウドリの卵殻で作った容器1個分と決めていたという。アホウドリの羽を縫い合わせて敷物や衣服を作り、脂肪を灯油に用いた。月を観察して三日月を見た回数から年月を把握した。

## 無人島脱出への準備
長平の漂着から3年後の天明8年（1788年）1月29日に大坂北堀江の備前屋亀次郎船の11人が鳥島に漂着、さらに2年後の寛政2年（1790年）1月末頃に日向国志布志の中山屋三右衛門船の6人が漂着した。この時点で鳥島の無人島生活者は長平を含めて18名となった。鍋釜・大工道具も揃った。彼らは長平と大坂船・日向船の船頭の3名をリーダー格として共同生活を送り、食料確保の他、住居や道の整備、ため池の工事などを組織的に行った。
18名のうち、1789年から1793年の間に4名が死亡した。漂着から数年が過ぎても島の近傍に一隻の船影も見られないことから、長平らは、船を作って鳥島を出ることを1792年頃に決意した。鍛冶や船大工の経験者がおり、志布志船から回収した工具やかつての漂流者が残した船釘、自作のふいごで古い船釘や錨を溶かして製造した大工道具を造船に用いた。船の素材には流木を、帆には衣類を用いた。造船中の船が波にさらわれることを防ぐために小高い丘の上で作業を行っていたため、そこから海岸までの経路の障害物となっていた複数の岩をノミなどで削って幅5メートル弱の道を造り、島の北東部の海岸から長さ約9メートルの船を海に降ろした。この時点で、造船を決意してから5年を経過していた。
長平らは、のちの漂着者の便宜を図って、自らの遭難の経緯と造船について記した木碑、生活道具、ふいご、火打石、船の模型などを洞穴の中に納めて標識を立てた。

## 13年ぶりの帰還
生存していた漂着者14名全員が船に乗り込み、寛政9年（1797年）6月8日に鳥島を出港した。数日の航海で青ヶ島を経て、無事八丈島に辿り着いた。長平にとっては12年4ヶ月ぶりの社会復帰であった。一行はこの地で伊豆の国代官所（幕府直轄）の調べを受けた後、幕府の御用船で江戸に送られた。江戸での本格的な調べ（勘定奉行所および土佐藩邸）が済むと一行は解散し、それぞれ帰路に散った。これらの調べの記録は後世に残った。
長平は1798年（寛政10年）1月19日に土佐へ帰還した。この時、地元では長平の13回忌が営まれていた最中であったという。土佐への帰還の際、年齢は37歳であったが、土佐藩から野村姓を名乗ることを許された。その後、野村長平は各地で漂流の体験談を語って金品を得るなどし、また妻子にも恵まれ、60年の生涯を全うした。帰還後につけられた「無人島」という彼のあだ名は、墓石にも刻まれた。

## 史跡・記念碑
- 長平の墓石が高知県香南市香我美町岸本（国道55号線沿い）に現存し、香南市の史跡に指定されている[11]。
- 土佐くろしお鉄道の香我美駅前（高知県香南市、墓石の近隣）に長平の銅像風モニュメント(FRP製)が建立されている[12]。

## 野村長平の関連作品

### 小説
- 吉村昭『漂流』新潮社、1976年
- 三田村信行『にっぽんロビンソン 土佐の長平・無人島漂流記』ポプラ社、1998年。児童出版

### 映画
- 『漂流』 ‐ 前述の吉村著の同名小説を実写化し劇場公開された作品で、長平は北大路欣也が演じた。2021年時点でソフト化はされていない。